# Clas Steinmann

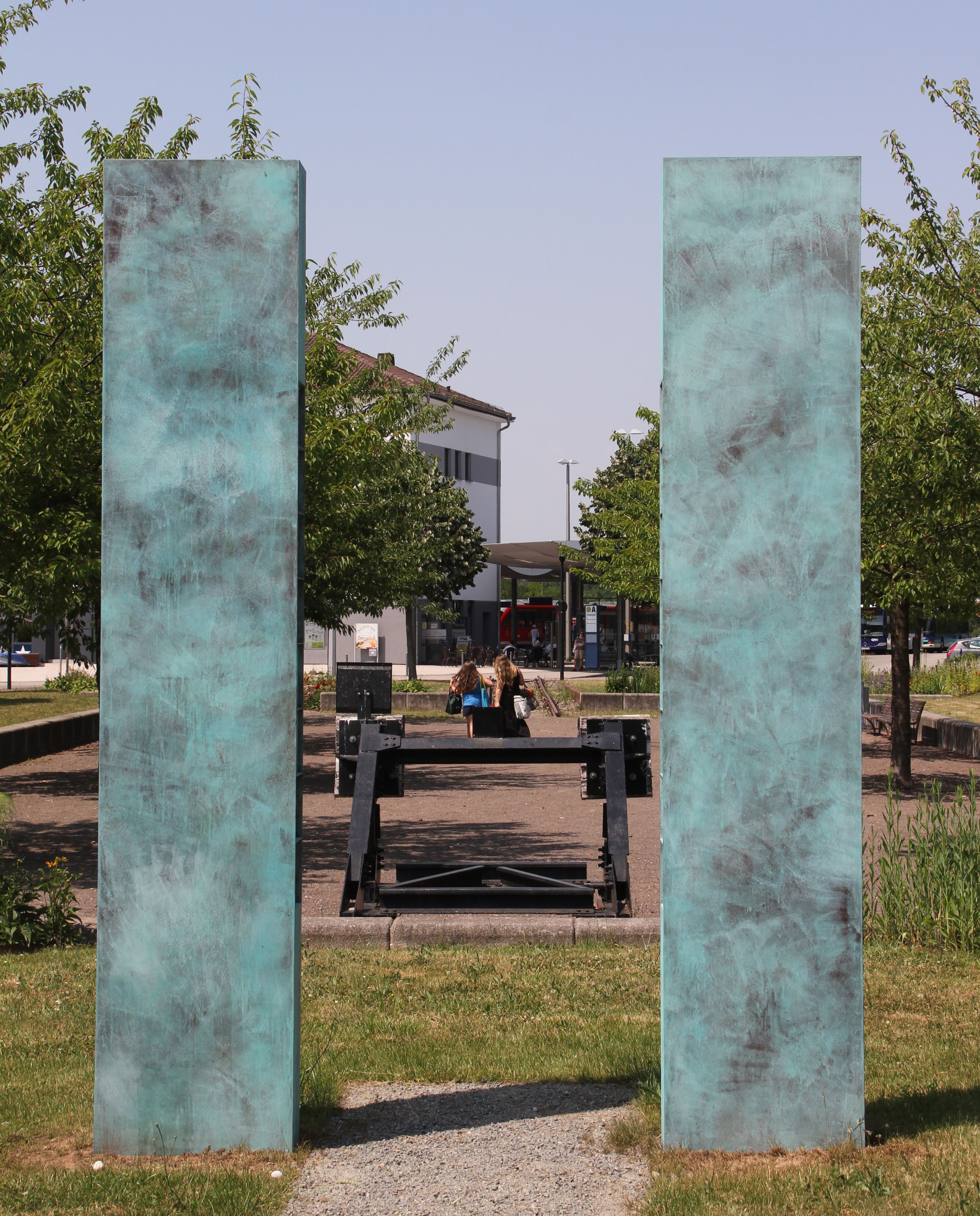
"Den Opfern des Nationalsozialismus" (2015), Bahnhofsvorplatz bij het Pirmasens Hauptbahnhof

Clas (Klaus) Steinmann (1941) is een Duits beeldend kunstenaar.

## Biografie
Steinmann studeerde van 1963 tot 1967 aan de Staatliche Hochschule für Bildende Künste in Berlijn waar hij les kreeg van onder meer Mac Zimmermann en Helmut Thoma. Hij werd in 1972 benoemd tot hoogleraar tekenen en vormgeving in de opleidingen Interieurontwerp en Architectuur aan de Fachhochschule Rheinland-Pfalz, in 1996 overgegaan in de Fachhochschule Trier. In 2006 ging hij over naar het emeritaat.
Een aantal van zijn sculpturen zijn geplaatst in de publieke ruimte, zijn "Das schiefe Tor" uit 1989 werd geplaatst op het plein aan de nieuwbouw van het Rheinisches Landesmuseum Trier, direct ten noorden van het historisch museumgebouw. Andere werken zijn geplaatst bij de Universität van Kaiserslautern, het Klinikum Mainz, de Fachhochschule van Bingen, het Max-Planck-Institute in Potsdam, de Gesamtschule van Hargesheim, de Universität te Landau, het Gymnasium van Hermeskeil en de Alte Schule van Waldweiler.
Op 10 september 2012 werd zijn "Mahnmal für deportierte Sinti und Roma" onthuld op het Bischof-Stein-Platz, op het plein direct ten noorden van de Dom, in het historisch stadscentrum van Trier. (49° 45′ 23″ NB, 6° 38′ 39″ OL) Het werk van zes bronzen steles gaat terug op het initiatief van de Rijnland-Palts Staatsvereniging van Duitse Sinti en Roma en fungeert als gedenkteken voor de Sinti en Roma die tijdens de nazi-tijd werden gedeporteerd en vermoord. Voor de slachtoffers van het Nationaalsocialisme in Pirmasens creëerde hij in 2015 een gelijkaardig werk "Den Opfern des Nationalsozialismus", geplaatst op de Bahnhofsvorplatz bij het Pirmasens Hauptbahnhof
Hij werd laureaat op de British International Drawing Biennale in Middlesbrough. Steinmann is ook voor zijn volledige oeuvre laureaat van de Ramboux-prijs 2022, een prijs uitgereikt door de stad Trier in herinnering aan Johann Anton Ramboux (1790–1866).